# Aleš Benigar
Aleš Benigar, tudi Aleksa Benigar, * 28. januar 1893 Zagreb, † 1. november 1988 Rim, slovenski katoliški duhovnik, frančiškan, misijonar na Kitajskem, profesor teologije, pisatelj in Božji služabnik.

## Življenjepis

### Otroštvo in izobrazba
Aleš je bil rojen 28. januarja 1893 v Zagrebu kot Franc Matija (Franjo Matija) Benigar. Aleš (Aleksa) je njegovo redovniško ime. Njegova starša sta bili Slovenca, ki sta se naselila na Hrvaškem. 
Oče Janez Benigar – matematik in fizik –, ki se je podpisoval sicer kot Ivan, vendar so ga dijaki klicali za »Janeza«, je bil doma iz Ilirske Bistrice.
Njegova mati je bila Rozalija (rojena Lukež), in je bila doma iz Radeč. 
Oče Janez je postal ugleden profesor matematike na Gornjemestni gimnaziji (Gornjegradska – danes Šesta gimnazija) pri cerkvi Svete Katarine v Zagrebu. Bil je prijatelj pisatelja Šenoa in književnika, filologa ter profesorja Vebra. Med njegovimi učenci je bilo veliko znanih intelektualcev, med katerimi sta tudi književnika Matoš in Krleža ter kardinal Stepinac. Otroke je vzgajal po špartansko, pa so se v njegovi hiši učili, delali in molili. Ob sobotah je svoje malo krdelo vodil na izlete in sprehode po sosednjih hribih. Ta delovni slovenski duh se je opazil tudi v Aleševem življenju. Ko so mu 1953 javili materino smrt, je zajokal in vzkliknil: „Ali more mati umreti?“ 
Malo maturo je opravil skupaj s Krležom; oba sta bila dijaka njegovega očeta Janeza Benigarja. S štirinajstimi in pol leti je vstopil 7. septembra 1907 na Trsatu k frančiškanom. 
Gimnazijo je obiskoval v Varaždinu od 1908 do 1911 na frančiškanskem liceju. Teologijo je študiral na nemških univerzah Dorsten in Paderborn. Zaradi Prve svetovne vojne in bolezni je nadaljeval študije v Zagrebu in zasebno na Trsatu. 
Za duhovnika ga je posvetil zagrebški nadškof Bauer 30. junija 1915 v Zagrebški stolnici. Novo mašo je imel v Frančiškanski cerkvi na zagrebškem Kaptolu in v rojstnem kraju svoje matere, v Radečah.

### Cerkvene službe in nadaljnje izobraževanje

#### Predavatelj, predstojnik, vzgojitelj
V Varaždinu je bil predavatelj nemščine in magister frančiškanskih novincev do konca 1918, ko je postal za nekaj časa magister klerikov v Zagrebu. 
Konec 1919 je nadaljeval študije na Papeškem vzhodnem zavodu, ki ga je 1917 ustanovil Benedikt XV.. Po dveh letih je dosegel licenciat; zaradi takrat zelo pogoste in neozdravljive pljučne bolezni jetike je moral prekiniti nadaljnje šolanje ter se vrniti domov.

### Delovanje
1922 je služboval na Trsatu, kjer je modro krmaril kljub hudim nevšečnostim, ki so jih povzročali italijanski iredentisti med zasedbo Sušaka in Trsata. V Zagrebu je bil (1924–1927) magister frančiškanskih bogoslovcev, a kratko časa tudi gvardijan. 1927 je služboval v Samoboru. 
Sodeloval je v proslavi 25-letnice Hrvaške frančiškanske province Svetega Cirila in Metoda in 700-letnice smrti svetega Frančiška. Kot provincialni tajnik je zvesto sodeloval s frančiškanskim provincijalom – prav tako slovenskega rodu – Vošnjakom, ki je bil tedaj že četrtič v tej službi. Po njegovi smrti 1933 si je prizadeval za sprožitev svetniškega postopka. S kitajskega Šanghaja je poslal v Zagreb spomine nanj, a 1963 je podal tudi svoje uradno pričevanje. . 
Uredil je frančiškanski knjižnici na Trsatu in v Zagrebu. Bil je urednik otroškega in mladinskega katoliškega mesečnika  "Angel varuh" ("Anđeo čuvar", 1927 in 1928), v katerem je bila rubrika Mali misijonar svetega Antona; tam je objavljal prispevke o misijonih, pa tudi pisma živih misijonarjev s Kitajskega. 

#### Doktorat
Nato se je vrnil v Rim, kjer je na Papeškem vzhodnem zavodu dne 20. junija  1929 zagovarjal doktorsko disertacijo. Pri njeni obrambi so bili navzoči hrvaški dijaki na rimskem papeškem zavodu Germaniku; med njimi sta bila tudi bodoča kardinala Stepinac in Šeper. Takrat se je razvilo prijateljstvo med Benigarjem in Stepincem, čigar življenje je občudoval najprej v duhovniški, nato v škofijski službi. Po odhodu v misijone najdemo to pričevanje v Aleševem pismu bratu Vladimirju 1939, v katerem se posebno pohvalno izraža o Stepinčevi dušnopastirski skrbi, zlasti glede odpiranja novih župnij v novonastajajočih predmestjih; v tem je videl osebnost, ki si prizadeva na odgovor sedanjosti, ter pripravlja Cerkev na prihodnje izzive. Ko je postal član svetniške združbe, je preučeval predloge (kavze) svetniških kandidatov – in mu je to prišlo prav tudi pri pisanju knjige o Alojziju Stepincu, ki jo je obogatil s številnimi izvirnimi listinami. 

### MisijonarnaKitajskem

#### Frančiškanski misijonarji izJugoslavije
Glede na Splošni šematizem Katoliške Cerkve v Jugoslaviji iz 1939 so imeli frančiškani iz Jugoslavije poleg drugih redovnih skupnosti na Kitajskem štiri misijonarje. Njihova imena so: Turk iz Slovenske province Svetega Križa, Radišič iz Hercegovske frančiškanske province Marijinega Vnebovzetja, Tripalo in Benigar pa iz Hrvaške province Svetega Cirila in Metoda. 

#### Fra Aleš odpluje v misijone
Fra Aleš je že dolgo gojil željo, da bi odšel v zunanje misijone. Bil je poln apostolskega žara, pripravljen na žrtve, pa tudi na mučeništvo. Ko se mu je izpolnila želja, da odide v kitajske misijona, so morali najprej star prekooceanski parnik popravljati v Trstu. Ta odmor je izrabil, da je poromal h Trsatski Gospe in ji priporočil svoj misijonarski poklic. V svojih pismih prijateljem je večkrat omenjal: „Če boste slišali, da sem prestal mučeništvo, tedaj zapojte: 'Tebe Boga hvalimo!'“ 
Ker so predstojniki sprejeli njegovo davno željo po odhodu v katoliške misijone, se je 29. avgusta 1929 vkrcal na ladjo v Brindisiju in odpotoval na Kitajsko. Šele točno po dveh mesecih naporne vožnje se je izkrcal v Šanghaju, a 8. novembra je prispel do svoje končne postaje v Hankovu na Srednjem Kitajskem. 
Bil je profesor teologije v Pokrajinskem bogoslovju, kjer je predaval različne teološke predmete. Sodeloval je pri izobraževanju stotin mladih kitajskih katoliških duhovnikov. 

#### Čebelar, pevovodja in fotograf
Kljub bolezni in vojni se je ukvarjal tudi s čebelarstvom in fotografijo. Bil je tudi pevovodja.

#### Profesor, predstojnik, spovednik, pisatelj
Tam je ostal celega četrt stoletja s kitajskim imenom Pen Lin Gan (Poškropljen in posušen) . Bil je takorekoč factotum (mojster za vse): profesor apologetike, liturgike, duhovnega bogoslovja in dogmatike v Pokrajinskem bogoslovju, kjer so se pripravljali na duhovništvo kandidatje iz treh apostolskih prefekturi in je tako pomembno prispeval k izobraževanju stotin mladih kitajskih katoliških duhovnikov. V frančiškanskem samostanu je bil vzoren redovnik, večkrat magister novincev in klerikov. 
Kljub bolezni, veliki povodnji Jangcekjanga in vojnim težavam se je poleg apostolskega dela ukvarjal tudi s čebelarstvom, gojenjem cvetja, pevovodstvom in fotografijo. 
Bil je tudi spovednik pri nunah. Vzel si je časa tudi za pisanje ter marsikaj napisal: kot misijonar na Kitajskem, pa tudi pozneje v Rimu. 

#### Izgon
S prihodom komunizma na oblast je preživljal težke dneve, saj so ga 1952 zaprli, a konec januarja 1954 izgnali iz dežele skupaj s številnimi drugimi katoliškimi misijonarji, od katerih je bilo samo frančiškanov več kot 550. 

### Delovanje v Rimu
Po pregonu s Kitajskega je našel gostoljubje v rimskem frančiškanskem Mednarodnem zavodu svetega Antona - Collegio Internazionale Sant'Antonio , kjer je razen krajših potovanj ostal vse do svoje smrti 1988. 
Frančiškanski vrhovni redovni predstojnik, generalni minister Sepinski   ga je imenoval za duhovnega voditelja (magistra) mladih frančiškanskih podiplomcev, kar je opravljal 11 let. Bil je spovednik v Baziliki sv. Antona in v Lateranski baziliki ter pri rimskih redovnih skupnostih. Vodil je tečaje duhovnih vaj po potrebi v latinščini, slovenščini, hrvaščina, italijanščini in nemščini. Le v obdobju od 1954 do 1971 je vodil 58 tečajev večinoma osemdnevnih duhovnih vaj.

#### Delo vSvetniški združbi
Benigar je bil teolog vatikanske Združbe za zadeve svetnikov ; podajal je svoje mnenje o verskem in nravnem življenju posameznih kandidatov za blažene in svete na temelju spisov o njih. Dobil je tudi nalogo, da s še tremi teologi Pavlu VI. predloži mnenje o primernosti razglašanja svetih žen za cerkvene učiteljice; glede tega je podal pritrdilno mnenje. Nato je Pavel VI. za cerkveni učiteljici razglasil 1970 sveto Terezijo Avilsko ter Katarino Siensko; Janez Pavel II. je 1997 razglasil sveto Malo Tereziko, a 2012 je razglasil Benedikt XVI. za cerkveno učiteljico tudi Hildegardo Bingensko. 
Kot teolog je dobival na presojo obsežne spise o posameznih svetniških kandidatih – večinoma mistikih, da izrazi svoje mnenje o prikladnosti postopka; napisal je čez 20 presoj, med katerimi so znane štiri: o Vošnjaku, Allegru, Janezu XXIII. ter kardinal Stepincu. 

#### Spovednik
Redno je spovedoval v rimski baziliki svetega Antona, a pogosto v papeški Lateranski baziliki, kjer je dnevno presedel v spovednici od štirih do osem ur. Bil je spovednik v več sestrskih skupnostih. K njemu so prihajali tudi škofje in kardinali, med katerimi tudi Šeper, ki je bil njegov spovedanec že od male mature 1920.

## Pisatelj
Aleš Benigar je bil neverjetno marljiv in širokopotezen pisatelj, ki je veliko napisal in objavil, marsikaj pa je ostalo v rokopisu.

### Knjiga oStepincu
Zbral je veliko gradiva o kardinalu Stepincu ter objavil knjigo »Alojzij Stepinac – hrvaški kardinal« 
Stepinca je poznal osebno, saj je njegov brat Vladimir bil Stepinčev sošolec. Aleš ga je obiskal v hišnem priporu v Krašiću 27. julija 1956, o čemer je poslal poročilo na osmih straneh Piju XII.. Jugoslovanske komunistične oblasti so knjigo dale na Indeks; kljub temu so jo mnogi pretihotapili osebno ali po pošti. 
Na temelju te knjige je nastalo še nekaj knjig o Stepincu na več jezikih. Angleška zgodovinarka Stella Alexander je dober del svoje knjige "Trojni mit – življenje zagrebškega nadškofa Alojzija Stepinca"  ("Trostruki mit – život zagrebačkoga nadbiskupa Alojzija Stepinca") zasnovala na Benigarjevi knjigi.

### Druge Benigarjeve knjige
za življenja
1. Liturgia Romana, I–II (Rimsko bogoslužje - 1947); to bogoslužno delo je pisal na Kitajskem. Prvi zvezek je natisnjen v Pekingu, drugi pa v Tientsinu 1947.
2. Compendium theologiae spiritualis (Povzetek duhovnega bogoslovja - 1959). Na Kitajskem je začel pisati knjigo "Povzetek duhovnega bogoslovja", ki jo je pozneje dokončal v Rimu. Prva izdaja je bila natisnjena v  Saporu na Japonskem, a druga v Rimu. [18]
3. Na tisoč straneh je napisal Premišljevanja o evangelijih;
4. na petsto straneh pa Premišljevanja o psalmih, kar je oboje ostalo v rokopisu.
5. Kot nagrado za 50-letnico svojih prvih redovnih zaobljub so ga predstojniki poslali za tri mesece v Sveto deželo, o čemer je napisal Dnevnik na 250 straneh. Ta potopis je izšel 2005 pod naslovom V domovini Gospoda Jezusa (U domovini Gospodina Isusa).

posmrtno
1. Posmrtno je objavljena njegova knjiga "Modrost križa" (Mudrost križa - 1994). [19]
2. Založba Verbum je 2018 izdala njegovo knjigo Nazareška devica (Nazaretska djevica), ki je dobila imenitno priporočilno oceno: „Kot odličen bogoslovec nam v tej knjigi zgoščeno predstavlja osnovni cerkveni mariološki nauk kot temelj za duhovno posnemanje, ki ustreza vsakemu kristjanu.“ [20]
3. Napisal je obsežno delo Frančiškanske duhovne vaje (Franjevačke duhovne vježbe - 1994)[18]

#### Knjige o njem
1. Na temelju njegovih pisem je nastala knjiga v italijanščini častite sestre Celine Sersale: Oče Aleš Benigar – posmrtni lastni življenjepis ("Padre Alessio Benigar – un' autobiographia postuma", Rim 1993).
2. V založbi Hrvaške frančiškanske province Svetega Cirila in Metoda je izšla 1995 v Zagrebu knjiga, ki jo je napisal Bonaventura Duda z naslovom: Aleš Benigar – frančiškan-misijonar (1893–1988), kratek življenjepis ("Aleksa Benigar franjevac-misionar (1893–1988), kratki životopis").
3. Zagrebška založba Kršćanska sadašnjost je izdala 2002 na 111 straneh kratek življenjepis frančiškana, Slovenca, rojenega v Zagrebu, ki je 35 let preživel na Hrvaškem, 25 na Kitajskem in 36 v Rimu. Knjiga je skrajšano delo velikega življenjepisa v italijanščini [21]; izvirnik je napisan največ na temelju Aleševih pisem in pričevanja frančiškana Gina Concettija, ki je bil dolga leta Alešev sostanovalec. [22]
4. Ob tridesetletnici smrti azijskih misijonarjev in Božjih služabnikov Antona Gabriča in Aleša Benigarja je bilo 18. julija 2018 v Mestni knjižici Metković predavanje in predstavljanje knjige Matije Maše Vekić Pot svetosti očeta Aleša Benigarja (Put svetosti fra Alekse Benigara ). Duhovnika Antona in Aleša povezuje požrtvovalno misijonsko delo v azijskih deželah, sluh svetosti, nagnjenost k občevanja z ljudmi prek pisem, skromnost in duhovna moč; o tem je občuteno spregovorila avtorica knjige Vekičeva in drugi predavatelji; dogodek je poveličal tudi Mandolinski sestav Župnije svetega Nikolaja.[23]

## Smrt in spomin

### Bolezen
Benigar je trpel za nespečnostjo in je navadno spal od 22h do 4h zjutraj. Celo življenje je bolehal in jetika ga je skoraj spravila v grob. Kljub temu je dočakal lepo starost – 96 let. Na stara leta je imel navado praviti: »Ko sem bil mlad, sem bil stalno bolan; a sedaj v starosti sem zdrav ko dren«. 

### Smrt
Oče Aleš je bil delaven vse do smrti. Tudi na praznik Vseh svetih 1988 je dve uri spovedoval v baziliki; ko je prišel k večerji, je tik pred skupno molitvijo omahnil ter začutil hude bolečine; bratje so prihiteli v pomoč, mu podelili bolniško maziljenje; preden so ga uspeli prenesti v hišno bolnico, je izdihnil. 
Smrt ga pravzaprav ni presenetila; o njej je pogosto premišljeval in jo imenoval „sestro“ kot sveti Frančišek, „ker mu bo odprla vrata raja“. Po njej je hrepenel „kot vrhunskim dejem ljubezni do Boga“; tako je pisal svojemu bivšemu provincijalu Damjanu februarja 1987: 
„Hvaležen sem Bogu, ker mi je daroval dolgo življenje: vstopil sem v 95. leto. Smrt mi je pred vrati in čakam jo vsak dan, pa ne s strahom, ker zaupam v neskončno Božje usmiljenje; živim popolnoma izročen v Božje roke.“ 
Tega 1. novembra 1988 je umrl v sluhu svetosti v Rimu. 

### Pogreb
Slovesno mašo zadušnico je v Rimu 5. novembra 1988 vodil ob somaševanju prek sto duhovnikov general frančiškanskega reda Vaughn. 
Njegovo truplo so prenesli v Zagreb in ga pokopali 7. novembra 1988 v frančiškanski grobnici na Mirogoju, kjer je orisal njegovo nesebično in vsestransko delovanje frančiškanski provincijal Gelemanovič. 

### Začetek svetniškega postopka
Ni bilo osamljeno mnenje, da je Fra Alessio umrl v sluhu svetosti; saj je že od najnežnejših let prizadevno in zvesto gojil svoj odnos do Boga, do svojih frančiškanskih bratov in do vseh ljudi, zlasti spokornikov. Strogo se je držal svojega dnevnega reda od štirih zjutraj do desetih zvečer z malim dnevnim odmorom. Redno se je udeleževal skupne molitve brevirja in premišljevanja. Maša mu je bila središče dneva. Redno se je udeleževal skupnega kosila in razvedrila. Rad je pešačil, za prevoz pa uporabljal tramvaj in avtobus. 
V nekrologu so mu frančiškanski sobratje zapisali: 
„Življenje je prebil v molitvi in polni dejavnosti: bil je spovednik in duhovni voditelj v baziliki svetega Antona, v zavodu ter zunaj njega; pisatelj duhovnega bogoslovja, spodbujevalec resnice o kardinalu Stepincu, cenjen svetovalec in v življenju zgleden manjši brat. Bog mu je skoz ves čas podelil bister um, plemenito srce in ljubeznivost do vseh.“ 
Zato ne čudi, da je 5. julija 1995 Rimski vikariat sprožil cerkveni postopek za njegovo prištetje k svetnikom; s tem je pridobil častni naslov Božji služabnik. 

### Ocena
Božji služabnik Aleš Benigar je bil človek, frančiškan, duhovnik in misijonar globokega duhovnega življenja, poln apostolskega žara, pripravljen na vsako žrtev, pa tudi na mučeništvo. Bil je izvrsten učitelj teologije in požrtvovalen ter uspešen vzgojitelj duhovniških pripravnikov. V svojem osebnem življenju je bil človek molitve in iskręn spokornik, a v odnosu z ljudmi, zlasti s sobrati, je gojil pravo družabnost. V svojem življenju je hotel biti v vsem „na hvalo slave Kristusove milosti”  